# Coupe de la Ligue d'Irlande féminine de football 2015-2016
Navigation
Édition précédente Édition suivante
Pour sa 4e édition la coupe de la Ligue d'Irlande féminine de football, change de formule pour se dénommer Women National League Shield connue aussi de par son contrat de sponsoring sous le nom d’Continental Tyres Women National League Shield. Elle se tient entre le 9 septembre 2015 et le mois de mai 2016. Le Raheny United, qui vient de changer de nom en s’associant avec le club de Shelbourne, remet en jeu son titre obtenu en 2015.

## Organisation
La compétition se déroule en deux temps :
- La première phase est une phase de groupe où les clubs sont partagés en deux poules de quatre équipes.
- La deuxième phase est une compétition par élimination directe, le tableau étant formé en fonction des résultats de la phase de poules.

Les deux groupes se constituent ainsi : 
| Poule A | Poule B |
| --- | --- |
| - Wexford Youths Womens Football Club - UCD Waves - Cork City Women's Football Club - Kilkenny United Womens Football Club | - Shelbourne Ladies Football Club - Galway WFC - Peamount United Football Club - Castlebar Celtic Women's Football Club |

## Premier tour

### Groupe A
| Rang | Équipe                               | Pts | J | G | N | P | Bp | Bc | Diff |  | Résultats (▼ dom., ► ext.) | WEX | UCD | COR | KIL |
| ---- | ------------------------------------ | --- | - | - | - | - | -- | -- | ---- |  | -------------------------- | --- | --- | --- | --- |
| 1    | Wexford Youths WFC                   | 9   | 3 | 3 | 0 | 0 | 12 | 1  | +11  |  | Wexford Youths             |     | 3-1 | 5-0 | 6-1 |
| 2    | UCD Waves                            | 6   | 3 | 2 | 0 | 1 | 11 | 4  | +7   |  | UCD Waves                  | 1-1 |     | 4-0 | 4-1 |
| 3    | Cork City WFC                        | 3   | 3 | 1 | 0 | 2 | 4  | 9  | -5   |  | Cork City WFC              | 0-6 | .   |     | 4-0 |
| 4    | Kilkenny United Womens Football Club | 0   | 3 | 0 | 0 | 3 | 1  | 14 | -13  |  | Kilkenny United            | 0-4 | 1-6 | 0-1 |     |

### Groupe B
| Rang | Équipe           | Pts | J | G | N | P | Bp | Bc | Diff |  | Résultats (▼ dom., ► ext.) | SHE  | GAL | PEA | CAS |
| ---- | ---------------- | --- | - | - | - | - | -- | -- | ---- |  | -------------------------- | ---- | --- | --- | --- |
| 1    | Shelbourne LFC   | 9   | 3 | 2 | 1 | 0 | 9  | 2  | +7   |  | Shelbourne LFC             |      | 3-0 | 5-1 | .   |
| 2    | Galway WFC       | 5   | 3 | 1 | 2 | 0 | 12 | 7  | +5   |  | Galway WFC                 | 1-1  |     | 4-4 | 2-1 |
| 3    | Peamount United  | 3   | 3 | 1 | 1 | 1 | 9  | 11 | -2   |  | Peamount United            | 2-2  | 1-4 |     | 4-2 |
| 4    | Castlebar Celtic | 0   | 3 | 0 | 0 | 3 | 4  | 14 | -10  |  | Castlebar Celtic           | 1-12 | 2-7 | 0-3 |     |

## Demi-finales
| Demi-finale 1 | Shelbourne Ladies Football Club | 4-2   | Wexford Youths WFC | Tolka Park              |                         |
| 27 avril      |                                 | (3-0) |                    | Arbitrage : Paula Brady | Arbitrage : Paula Brady |

| Demi-finale 2 | UCD Waves | 2-1 | Galway WFC | The UCD Bowl |
| 27 avril      |           |     |            |              |

## Finale
| Finale | Shelbourne Ladies Football Club | 3-2 | UCD Waves     |  |  |
| 15 mai | Noelle Murray · Leanne Kiernan  |     | Áine O'Gorman |  |  |